# Harnes Volley-Ball
Maillots
Dernière mise à jour : septembre 2024.
Le Harnes Volley-Ball est un club de volley-ball français évoluant en Championnat de France Elite de volley-ball masculin (DEM). Depuis 1995 et jusqu'en 2015, il était sous statut professionnel dans la Ligue nationale de volley - Pro B avec quelques passages (6 saisons) en N1 (Elite).

## Historique

Ancien logo du club.

Création le 5 mai 1949, par Léon Karczewski (Courrières-Kuhlmann-Sport créé en 1946)
- 4 septembre 1949 : premier match officiel en coupe des Flandres
- 1950 - 1951 : Vainqueur de la coupe d'Artois et de la coupe Jean Davo.
- 1951 - 1952 : Championnat de Régionale 1. Champion des Flandres. Accession en Nationale 3
- 1953 - 1954 : Championnat de France de Nationale 3. Descente en Régionale 1
- De 1955 à 1971 : Championnat de Régionale 1. Champion des Flandres. Accession en Nationale 3
- 1972 - 1973 : Championnat de France de Nationale 3. Champion de France de Nationale 3. Accession en Nationale 2
- 1974 - 1975 : Championnat de France de Nationale 2. Descente en Nationale 3
- De 1976 à 1978 : Championnat de France de Nationale 3. Champion de France de Nationale 3. Accession en Nationale 2
- De 1979 à 1982 : Championnat de France de Nationale 2. Descente en Nationale 3
- 1980 : Le club s'installe au Complexe Sportif André Bigotte
- 1983 - 1984 : Championnat de France de Nationale 3. Descente en Régionale 1
- 1984 - 1985 : Champion des Flandres de Régionale 1. Accession en Nationale 3
- 1986 - 1987 : Champion de France de Nationale 3. Accession en Nationale 2
- De 1988 à 1990 : Championnat de France de Nationale 2
- 1992 - 1993 : Champion de France de Nationale 3. Accession en Nationale 2
- 1994 - 1995 : Vice-Champion de France de Nationale 2. Accession en Pro B
- 1999 - 2000 : Champion de France N1. Accession en Pro B
- 2004 - 2005 : Champion de France N1. Accession en Pro B
- 2007 - 2008 : Champion de France N1. Accession en Pro B
- 2010 - 2011 : Champion de France N1. Accession en Pro B
- 2011-2015 : Championnat de Ligue B
- 2015 : 4e Ligue B - relégation en N2 (arrêt de l'équipe professionnelle)
- 2015-2016 : Championnat de France de Nationale 2 - Janvier : le club établit son nouveau siège à la Salle Régionale des sports Maréchal
- 2016-2017 : Championnat de France de Nationale 2. Champion de N2 Métropole. Accession en Division Elite Masculine
- 2017-2018 à 2025 : Division Elite Masculine. Champion de France en 2020-2021 ; 2021-2022

## Palmarès

### Championnat/Coupe de France

#### Seniors (N1/Elite)
- Champion : 2000 2005 2008 2011 2021 2022 2025
- 3e place : 2004

#### Seniors (N2)
- Champion : 2017

#### Seniors (N3)
- Champion : 1973 - 1978 - 1987 - 1993

#### M21
- Champion : 1999 - 2000
- Vice-Champion : 2001 - 2023 (Espoirs)
- 3e place : 2003

#### M18
- Champion : 1998
- Vice-Champion : 2003
- 3e place : 2004

#### M15
- Champion : 2002
- Vice-Champion : 2000 2019
- 3e place : 2001

#### M13
- Champion : 1999
- Vice-Champion : 2001 2025
- 3e place : 1998 2003 2004 2008 2017

#### M11
- Vice-Champion : 2023
- 3e place : 2019

### Autres prix et distinctions

#### M15
- 2e au Tournoi International de la Jeunesse à Chatenay-Malabry : 2018

#### M13
- Vainqueur du Tournoi International d'Ensisheim : 2016 - 2017 - 2020
- 2e au Tournoi International d'Ensisheim : 2018 - 2019

#### Labels et distinctions
- Lauréat du Challenge DAF : 2020
- Club Formateur Performance : 2018-2019
- Club Formateur Excellence : 2013-2018, 2020-2022
- Label Volley Assis niveau 1 : 2019-2021
- Label Volley Santé niveau 2 : 2018-2021
- Label Club Formateur Futur FFVB : 2012
- Label Accueil des Jeunes FFVB : 2010-2011
- Label École de Volley : depuis 2011
- Lauréat du Challenge Molten : 2003
- Lauréat du Challenge de l'esprit sportif Jeunesse et Sport : 2004
- Trophée régional des Joinvillais : 2003
- Label Club Sport Responsable Generali : 2017-2018

## Bilan par saison
| Saison    | Division    | Entraîneur                     | Saison régulière | Phase finale                      | Coupe de France |
| --------- | ----------- | ------------------------------ | ---------------- | --------------------------------- | --------------- |
| 2023-2024 | Elite       | Laurent Chauvin                | 3e - Poule A     | 6e Play-Off                       |                 |
| 2022-2023 | Elite       | Loïc Bouanda                   | 4e - Poule B     | 7e Play-Off                       |                 |
| 2021-2022 | Elite       | Loïc Bouanda                   | 2e - Poule A     | 1er Play-Off                      | -               |
| 2020-2021 | Elite       | Loïc Bouanda                   | 1er - Poule B    | Vainqueur Finale (set en or)      | -               |
| 2019-2020 | Elite       | Loïc Bouanda                   | 4e - Poule A     | 1er Play-Down (Arrêt Compétition) | -               |
| 2018-2019 | Elite       | Loïc Bouanda                   | 3e - Poule B     | 4e Play-Off                       | 1/4 Finale      |
| 2017-2018 | Elite       | Loïc Bouanda                   | 6e Poule B       | 5e Play-Down                      | 2e tour         |
| 2016-2017 | Nationale 2 | Claude Clément                 | 2e Poule C1      | 1er Groupe C                      | 3e tour phase 1 |
| 2015-2016 | Nationale 2 | Claude Clément                 | 4e Poule E       | 4e Poule I                        | 3e tour phase 1 |
| 2014-2015 | Ligue B     | Igor Juricic                   | 5e               | -                                 | 1er tour        |
| 2013-2014 | Ligue B     | Igor Juricic                   | 8e               | -                                 | 1/8 Finale      |
| 2012-2013 | Ligue B     | Laurent Cauet                  | 10e              | -                                 | 1er tour        |
| 2011-2012 | Ligue B     | Christophe Haffner             | 2e               | -                                 | -               |
| 2010-2011 | Elite       | Christophe Haffner             | 1er              | -                                 | -               |
| 2009-2010 | Ligue B     | Marcelo Fronckowiak            | 10e              | -                                 | -               |
| 2008-2009 | Ligue B     | Laurent Capet                  | 8e               | -                                 | -               |
| 2007-2008 | Elite       | Laurent Capet                  | 2e               | -                                 | -               |
| 2006-2007 | Ligue B     | Philippe Varasse/Marc Maréchal | 14e              | -                                 | -               |
| 2005-2006 | Ligue B     | Philippe Varasse               | 11e              | 2e Play-Down                      | -               |

- Promu
- Relégué
- D2 Ligue B
- D3 Elite
- D4 N2

## Personnalités du club

### Présidents
| - Arnaud Becqueriaux 2024- - Bertrand Snoeck 2022-2024 - Claude Clément 2015-2022 - Jacques Cuvilliez 2007-2015 - Bernard Aglave 1997-2007 - Jean-Pierre Corroyer 1988-1997 - François Kowalewski 1951-1988 - Léon Karczewski 1949-1951 |

### Entraîneurs
| - Roman Ondrusek 2024- - Laurent Chauvin 2023-2024 - / Loïc Bouanda 2017- 2023 - Claude Clément 2015-2017 - Igor Juricic 2013-2015 - Laurent Cauet 2012-2013 - Christophe Haffner 2010-2012 - / Marcelo Fronkowiack 2009-2010 - Laurent Capet 2007-2009 - Philippe Varasse 2003-2007 - Stéphane Dorel 1999-2003 - Claude Clément/Stéphane Dorel 1998-1999 - Roger Vallée 1996-1998 |

### Joueurs
| - Nicolas Maréchal (1991-2006) - Yann Lavallez (2003) - Jérémy Baranow - Samuel Queva - Luc Parville - Baptiste Delaroque - Noah Rulkin |

## Effectifs

### Saison 2020-2021 (Elite)
| No | Nom | Date de naissance                                                                                        | Taille                       | Poids                        | Poste                        |
| --- | --- | --- | ---------------------------- | ---------------------------- | ---------------------------- |
| 1 | NOWACZYK Arthur                                                                                          | 29 juin 2000                                                                                             | 193                          |                              | Réceptionneur-attaquant      |
| 2 | NEVOT Tanguy                                                                                             | 1er avril 1997                                                                                           | 191                          |                              | Réceptionneur-attaquant      |
| 3 | GERMAIN Benjamin                                                                                         | 8 octobre 1990                                                                                           | 188                          |                              | Passeur                      |
| 4 | KOFANE BOYOMO Joseph Hervé                                                                               | 14 septembre 1988                                                                                        | 203                          |                              | Central                      |
| 5 | CLÉMENT Alexandre                                                                                        | 5 mars 1991                                                                                              | 187                          |                              | Réceptionneur-attaquant      |
| 6 | LOUCHART Edouard                                                                                         | 27 février 2003                                                                                          | 190                          |                              | Passeur                      |
| 10 | POULEY Julien                                                                                            | 12 septembre 1991                                                                                        | 197                          |                              | Réceptionneur-attaquant      |
| 11 | PÉPIN Lénaïc                                                                                             | 5 novembre 1985                                                                                          | 195                          |                              | Central                      |
| 12 | QUEVA Samuel                                                                                             | 8 janvier 1998                                                                                           | 193                          |                              | Attaquant                    |
| 13 | DRUON Florent                                                                                            | 17 novembre 1995                                                                                         | 189                          |                              | Réceptionneur-attaquant      |
| 14 | LEGRAND Yacine                                                                                           | 4 octobre 1996                                                                                           | 170                          |                              | Libero                       |
| 15 | DELAROQUE Baptiste                                                                                       | 10 avril 2002                                                                                            | 195                          |                              | Central                      |
| 18 | DILLIES Maxime                                                                                           | 11 avril 1984                                                                                            | 188                          |                              | Passeur                      |
| 19 | RULKIN Noah                                                                                              | 18 octobre 2004                                                                                          | 185                          |                              | Réceptionneur-attaquant      |
| | | |                              |                              |                              |
| Encadrement technique                                                                                    | Encadrement technique                                                                                    | | Légende                      | Légende                      | Légende                      |
| Entraîneur : Loïc Bouanda                                                                                | Entraîneur : Loïc Bouanda                                                                                | Entraîneur : Loïc Bouanda                                                                                | : Capitaine                  | : Capitaine                  | : Capitaine                  |
| Entraîneur(s) adjoint(s) : Bertrand Snoeck Entraîneur(s) adjoint(s) : Gaël Quérin (Préparateur physique) | Entraîneur(s) adjoint(s) : Bertrand Snoeck Entraîneur(s) adjoint(s) : Gaël Quérin (Préparateur physique) | Entraîneur(s) adjoint(s) : Bertrand Snoeck Entraîneur(s) adjoint(s) : Gaël Quérin (Préparateur physique) | : Joueur blessé actuellement | : Joueur blessé actuellement | : Joueur blessé actuellement |
| Manager général : Loïc Bouanda                                                                           | | |                              |                              |                              |